# Bataille des plaines de Wuzhang
 (octobre 2015).
Expéditions nordiques de Zhuge Liang
Batailles
Bataille de Xincheng - Révolte de Tianshui - Bataille de Jieting - Siège de Chencang - Bataille de Jianwei - Bataille du mont Qi - Bataille des plaines de Wuzhang
La bataille des plaines de Wuzhang (chinois simplifié : 五丈原之战 ; chinois traditionnel : 五丈原之戰 ; pinyin : Wǔzhàng Yuán Zhī Zhàn) est une bataille qui s'est déroulée en 234 — durant la période des Trois Royaumes — dans les plaines de Wuzhang, en Chine, dans le cadre des expéditions nordiques de Zhuge Liang.
Il s'agit de la cinquième et dernière de ses expéditions nordiques. Elle se résume en un long face à face entre l'armée du Shu, dirigée par Zhuge Liang, et l'armée du Wei, commandée par Sima Yi.
Elle s'achève par la mort de Zhuge Liang et la retraite des troupes du Shu.

## Déroulement de la bataille

### Préparatifs
Au printemps 234 (12e année de Jianxing), Zhuge Liang, Premier ministre du Shu, lance sa cinquième expédition nordique. Comme pour les autres expéditions, son but final est d'atteindre Luòyáng, capitale du Royaume de Wei, afin de prendre la ville et de conquérir ce royaume.
Pour cette expédition, il conduit personnellement une armée de 100 000 soldats à travers le col de Xiagu (斜 谷口) et dans le même temps, envoie un émissaire au royaume du Wu. Les deux royaumes étant alliés, il veut organiser une attaque conjointe contre le Wei. En avril, les forces du Shu atteignent les plaines de Wuzhang et installent leur camp près de la rivière Wei He. Sima Yi les attend avec une armée forte de 200 000 hommes, retranché dans un poste fortifié sur la rive sud de la même rivière.

### Affrontements initiaux
Le général Guo Huai suggère à Sima Yi de prendre position dans la partie nord des Plaines, pensant que Zhuge Liang cherchera probablement à attaquer depuis cette position. Sima Yi approuve ce plan et envoie Guo Huai bâtir un camp à cet endroit. Comme prévu par le général, les troupes du Shu attaquent pendant la construction du camp, mais Guo Huai réussit à les repousser.

### L'impasse
Sima Yi refuse d'engager le combat contre l'armée du Shu, et préfère attendre qu'elle batte en retraite, une fois ses réserves épuisées. Zhuge Liang comprend parfaitement la tactique de son adversaire et réplique par la création de colonies agraires (tuntian) sur les arrières de son armée, pour compléter les vivres acheminés par des « chevaux flottants » (流馬, liú mǎ).
L'armée du Shu attend surtout que le Wu déclenche son offensive pour frapper à son tour. Cependant, l'attaque menée par l'empereur du Wu, Sun Quan, tourne court. Affaiblies par une épidémie, ses troupes sont défaites à proximité de la rivière Huai He par une armée dirigée par l'empereur du Wei, Cao Rui. La situation dans les plaines de Whuzang demeure donc dans une impasse et reste figée pendant des mois.
L'armée du Shu tente d'engager le combat contre celle du Wei à plusieurs reprises, mais Sima Yi refuse systématiquement d'engager l'ennemi. Dans une tentative de provocation, Zhuge Liang envoie à Sima Yi des vêtements pour femme, suggérant ainsi que ce dernier ne puisse être un homme pour refuser ainsi le combat. Après une telle insulte, les subordonnés de Sima Yi sont fous de rage, mais ce dernier reste calme. Pour apaiser ses hommes, il demande à Cao Rui l'autorisation d'engager le combat contre l'ennemi. L'empereur comprend la situation et envoie le ministre Xin Pi calmer l'armée du Wei et inviter les soldats à être patients.

### Décès de Zhuge Liang
Tentant de forcer Sima Yi à engager une bataille, Zhuge Liang envoie un émissaire dans le camp du Wei pour exhorter son ennemi à se battre contre lui. Cependant, Sima Yi refuse de discuter de questions militaires avec le messager et préfère l'interroger sur les tâches quotidiennes de Zhuge Liang. L'émissaire répond que Zhuge Liang supervise personnellement tous les domaines dans l'armée : de la planification stratégique aux repas quotidiens de ses hommes, au point d'en oublier souvent de manger et de dormir. Après cette entrevue, Sima Yi confie à un de ses aides de camp que Zhuge Liang n'en avait plus pour longtemps à vivre.
En août, Zhuge Liang tombe malade en raison de l'épuisement, et son état empire de jour en jour. Cette nouvelle arrive aux oreilles de l'empereur du Shu, Liu Chan, qui envoie le ministre Li Fu (李福) pour demander à Zhuge Liang son avis sur le futur du Shu. Zhuge Liang répond que Jiang Wan pourrait lui succéder, et Fei Yi après lui. Lorsque Li Fu demande le nom de celui qui pourrait succéder à Fei Yi, Zhuge Liang se tait. Li Fu retourne alors à Chengdu, la capitale du Shu. Zhuge Liang donne également des instructions sur la façon dont l'armée du Shu devrait se retirer pour retourner à Hanzhong : Yang Yi et Fei Yi mèneront le gros des troupes tandis que Jiang Wei et Wei Yan mèneront une force d’arrière-garde devant protéger le repli. Si Wei Yan désobéit aux ordres, l'armée devra continuer sa route sans lui.
Zhuge Liang décède finalement à l'âge de 53 ans, au début de l'automne 234.

### La retraite de l'armée du Shu
Après la mort de Zhuge Liang, les troupes du Shu se retirent discrètement de leur camp, sans ébruiter la nouvelle de la mort du premier ministre. De son côté, Sima Yi apprend par diverses sources que Zhuge Liang est mort, et se lance à la poursuite de l'ennemi en retraite. Voyant les troupes ennemies approcher, Jiang Wei donne l'ordre à Yang Yi de faire demi-tour et de faire semblant d'attaquer. Face à cette réaction, Sima Yi ordonne le repli de ses troupes; craignant que la mort de Zhuge Liang ne soit qu'un piège pour l'attirer dans une bataille rangée.
La mort du premier ministre du Shu demeure secrète, jusqu'à ce que l'armée soit en sécurité dans la vallée de Baoye, sur la route de Hanzhong. Même après avoir appris officiellement la nouvelle, Sima Yi hésite à poursuivre l'armée du Shu. Pensant toujours avoir échappé de justesse à un piège, il craint que l'annonce soit fausse et soit juste une autre occasion pour Zhuge Liang de démontrer son talent pour les embuscades. Ce n'est qu'après avoir inspecté le campement vide du Shu qu'il se décide à rattraper l'armée en retraite. Cependant, après avoir atteint Baoye, Sima Yi constate qu'il n'a pas assez de vivres pour continuer la poursuite, et ordonne un retour au camp de la rivière Wei.
Le roman des Trois Royaumes contient une autre version de ce repli. D'après le texte de Luo Guanzhong, au fur et à mesure que la bataille se prolonge, Zhuge Liang sent venir sa mort. Par précaution, il fit construire de son vivant une statue en bois à son effigie, afin de piéger Sima Yi. Lorsqu'il apprend la mort de Zhuge Liang et le départ des troupes ennemies, Sima Yi se lance à leur poursuite et talonne rapidement l'armée en train de se replier. À ce moment-là, les troupes du Shu se mettent en ordre de bataille, avec en première ligne, une carriole contenant l'effigie de Zhuge Liang. Sa seule vue provoque une si grande peur à Sima Yi qu'il pense être tombé dans un piège mortel. Il s'enfuit alors avec ses hommes, sur des kilomètres, avant de comprendre tardivement la supercherie.
Dans tous les cas, ce repli de Sima Yi a donné naissance à un dicton populaire en Chine : « Un Zhuge mort fait fuir un Zhongda vivant » (死 諸葛 嚇走 活 仲達). Lorsque Sima Yi entend parler de ce proverbe qui le tourne en ridicule, il répond en riant : « Je peux prévoir ce que font les vivants, mais pas ce que font les morts. »

## Conséquences de la bataille

### Conflit entre Wei Yan et Yang Yi
Wei Yan, consterné que l'armée se replie « à cause de la mort d'un seul homme », rassemble ses troupes. Il part en avant du gros des forces armées du Shu et détruit les parties en bois des routes du Shu qu'il traverse, afin d'empêcher le retour des troupes de Yang Yi. Devant cette révolte, Yi envoie à l'empereur Liu Chan, une lettre accusant Wei Yan de trahison, pendant qu'Yan fait de même en accusant Yang Yi. Après avoir reçu ces lettres contradictoires, Liu Chan demande leur avis sur la situation à ses ministres Dong Yun et Jiang Wan. Tous deux disent avoir des soupçons sur Wei Yan. Liu Chan envoie alors Jiang Wan à la tête d'une force de gardes impériaux pour ramener l'ordre au sein de l'armée.
Pendant ce temps, Yang Yi réussit, malgré la destruction des routes, à conduire son armée à travers les montagnes et attaque le détachement de Wei Yan au col de la vallée Sud (南 谷口). Pendant que Wei Yan envoie à son tour des troupes pour contre-attaquer, Yang Yi envoie le général Wang Ping au devant de Yan. Lors de leur rencontre, Wang Ping donne une leçon de morale à Wei : « Son Excellence (Zhuge Liang) est décédé récemment et son corps n'est pas encore froid ! Comment osez-vous agir de cette façon ! » En entendant cela, les forces de Wei Yan se dispersent, sachant que leur commandant est en tort.
Lâché par ses troupes, le général rebelle prend la fuite avec ses fils et quelques fidèles, en direction de Hanzhong. Yang Yi envoie alors Ma Dai rattraper le petit groupe, ce qu'il fait très rapidement. Ma Dai décapite le fuyard et envoie sa tête à Yang Yi qui, après avoir piétiné ladite tête, donne l'ordre d'exterminer le clan du vaincu .
Jiang Wan n'était qu'à environ dix li de Chengdu, lorsqu'il apprend la nouvelle de la mort de Wei Yan. Prenant acte, il fit demi-tour avec ses troupes et rentra à la capitale.

### Influences à long terme
Après la mort de Zhuge Liang, Jiang Wan devient premier ministre, mais est plus intéressé par les affaires intérieures du royaume que par l'expansion militaire. Ainsi la mort de Zhuge Liang met fin à une énorme menace stratégique pour le Wei, qui développe rapidement une politique de grands travaux publics. Le succès de Sima Yi et son implication croissante dans les affaires politiques, ouvrent la voie à la fondation de la dynastie Jin, par son petit-fils Sima Yan, qui mettra fin à la période des « Trois Royaumes ».
Ce conflit met aussi en relief le génie tactique de Zhuge Liang, mais aussi sa trop grande piété envers ses devoirs et sa fonction. Sima Yi, bien qu'inférieur à son adversaire, ressort vainqueur de l'affrontement, grâce à son pragmatisme et sa prudence.